# Can 64
Can 64 va ser un col·lectiu de cantautors catalans, pioners de la Nova Cançó a Lleida. A la manera dels Setze Jutges, i coetanis amb ells, Can 64 va esdevenir el referent de la Cançó per les terres de Ponent durant set anys.

## Història
Romà Sol, president del Cercle de Belles Arts, organitzà diversos recitals, entre ells els d'Any Nou, amb gran èxit. L'Esbart Màrius Torres del Sícoris Club acollí la presentació oficial de Can 64, on Manuel Lladonosa també els va donar poemes per a musicar. El Pare Joan Gabernet cedí les instal·lacions de la Congregació Mariana per als primers recitals, fins que el desterraren l'any 1966 El Club Esportiu Huracans finançà fotografies promocionals i va organitzar diversos cicles de concerts de cançó catalana. I també Joan Culleré, dirigent del clandestí Front Nacional de Catalunya, contribuí al repertori.
Al llarg de set anys van fer nombroses actuacions per tota la província i més d'una desena a Barcelona i a Saragossa, molts cops obrint els recitals de Cançó amb membres dels Setze Jutges pels pobles de Lleida, i àdhuc amb els cantants bascs Mikel Laboa i Benito Lerxundi en un encontre (Ez dok amairu - Can 64) al Club Esportiu Huracans al març de 1967, sota l'encapçalament "La nova cançó basca, la nova cançó catalana". El 1969, consolidats com una referència cultural a Lleida, van ser invitats a actuar al sopar anyal de la revista "Ciudad", exponent i impulsora del Leridanismo, La lletra d'una cançó de Lluís Brunat, molt crítica, provocà un gran desconcert.
El grup es va dissoldre l'any 1971, encara que alguns dels seus membres van seguir cantant no professionalment. Després de la dissolució, l'any 1997 el col·lectiu va actuar a Bellpuig, Castellnou de Seana, Linyola i Cervera amb motiu de la presentació del llibre Can 64, la Nova Cançó a Lleida, que s'acompanyava amb el CD La tardor de les aloses. La darrera actuació va ser a Lleida el 28 de maig del 2010, en la presentació del llibre pòstum d'Isidor Cònsul, marit de la Romi i autor del pròleg del llibre de Can 64.

## Reconeixement
Foren objecte d'atenció en diversos mitjans de comunicació de l'època tot i que el grup no va enregistrar cap disc.
L'any 1997 els membres del grup van publicar el llibre Can 64: La Nova Cançó a Lleida. El compromís d'uns cantautors als anys 60 (Pagès Editors), que incloïa un disc compacte titulat La tardor de les aloses, amb cançons de cada un dels darrers cantautors del grup. Un treball coral produït com a recordatori i reivindicació de la seva tasca musical entre 1964 i 1971, i una mirada en perspectiva des del present. Aquesta iniciativa va permetre al grup i als seus components ser reconeguts per la seva tasca com a cantautors lleidatans als llibres posteriors "Diccionari de la Cançó", de Miquel Pujadó (2000) i "Quan Lleida era yé-yé", de Javier de Castro, Àlex Oró i Josep M. Ruiz.
| «                        | El grup Can 64, format per una colla de nois de Lleida que mai no van enregistrar cap disc, ha estat ignorat per la Història Oficial de la cançó, malgrat una activitat intensa i continuada al llarg d'un bon grapat d'anys (...) alguns del membres de Can 64 eren lletristes excel·lents, i, en tot cas, la seva tasca fou sincera i honesta. | » |
| — Miquel Pujadó i García | |   |

| «                       | El col·lectiu anomenat Can 64 fou pioner a la Ciutat de Lleida i constituïa la representació local “oficiosa” de la anomenada Cançó Catalana que havia arrencat a principis de la dècada. | » |
| — Quan Lleida era yé-yé | |   |

## Discografia
- 1r Mercat de la música (diversos conjunts, un d'ells Woodpecker, amb Lluís Brunat). Enregistrat als estudis Sonograma d'Albatàrrec (Lleida). Dipòsit legal: B-3978-1995.
- La tardor de les aloses (Francesc Pascual; Carles Fernández (Carles Ferran); Màrius; Lluís Brunat; Raül Torrent). Edició: PDI S.A. Barcelona. Dipòsit legal: B-11.036-1997.
- Rere la porta oberta (Carles Ferran i Josep M. Tur). Edició i distribució: PDI S.A. Dipòsit legal:B-2.169-2001.